# Пужоль, Лоик
Лои́к Пужо́ль (фр. Loïc Poujol; 27 февраля 1989, Родез, Франция) — французский футболист, полузащитник клуба «Родез».

## Биография
После обучения в нескольких футбольных школах Пужоля зачисляют в футбольную академию «Сошо» (фр.).
После пяти сезонов в академии он подписывает свой первый профессиональный контракт, рассчитанный на 3 года. Лоик сыграл свой первый матч в Лиге 1, выйдя на замену на 87-й минуте в первом матче сезона 2009/10 против «Осера».